# Kelab Ria Brunei Shell
Kelab Ria Brunei Shell – stadion piłkarski w Serii, w Brunei. Posiada nawierzchnię trawiastą. Może pomieścić 1500 osób. Na stadionie grają zawodnicy klubu Brunei Shell FC.